# Papuligobius uniporus
Papuligobius uniporus är en fiskart som beskrevs av Chen och Maurice Kottelat 2003. Papuligobius uniporus ingår i släktet Papuligobius och familjen smörbultsfiskar. IUCN kategoriserar arten globalt som otillräckligt studerad. Inga underarter finns listade i Catalogue of Life.